# Joan Armengol i Costa
Joan Armengol i Costa (Igualada, 17 d'agost de 1934) és un periodista català. Ha treballat a Ràdio Igualada, Ràdio Barcelona - Cadena SER, Radio Nacional de España, Televisió Espanyola, El Correo Catalán, entre d'altres. Ha sigut un prolífic entrevistador, amb unes 50.000 entrevistes realitzades durant la seva dilatada carrera, a coneguts personatges com Kubala, Fangio, Grace Kelly, Rainier III de Mònaco, Vittorio Gassman, Alberto Sordi, Kirk Douglas, Salvador Dalí, Josep Pla, Nixon, Josep Tarradellas, Jacques Cousteau, Aldo Moro, Cantinflas, Fidel Castro, Orson Welles, De Sica, Gina Lollobrigida, Claudia Cardinale, Ella Fitzgerald, Yehudi Menuhin, Karajan, Juan de Borbón, Mandela, i The Beatles.

## Biografia
Fill de Jaume Armengol, blanquer d'ofici, i Teresa Costa, treballadora en el gènere de punt, en Joan Armengol va estudiar als escolapis i va treballar de molt jove com a escrivent a la fàbrica M. Prat Torras, i com a repartidor de pastissos. Inicià la seva carrera periodística als 15 anys, a Ràdio Juventud Igualada, on va tenir l'honor de pronunciar les paraules inicials de la primera emissió oficial, el 22 de gener de 1950, que van ser "Aquí, Ràdio Igualada". Als seus inicis va ser dirigent esportiu i periodista a Igualada, amb les cròniques dels partits del CF Igualada, l'Igualada Hoquei Club, o dels Jocs Escolars.
Va fer el servei militar a Ceuta, i es desplaçà a Tànger on va col·laborar amb la "Pan American Radio". Després de presentar molts "fi de festa" en escenaris barcelonins, el 1957 va aconseguir entrar a treballar a Ràdio Barcelona on va fer un gran nombre d'entrevistes amb un estil molt incisiu i àgil. L'any 1971 ingressà a Televisió Espanyola com a redactor, compaginant-ho amb Radio Nacional de España.
Fou editor de l'Informatiu Miramar, coordinador i adjunt al cap d'Informatius de TVE-Catalunya i director de Programes Especials. A la cadena SER va ser presentador del Festival de San Remo i del Festival de la Canción Iberoamericana. Va viatjar amb el president Josep Tarradellas en l'avió que el retornava a Espanya. Anà a Cuba i Veneçuela en l'avió del president Adolfo Suárez en viatges d'Estat.
Fou acadèmic fundador de la "Academia de las Ciencias y las Artes de Televisión" i col·laborador de El Correo Catalán i la revista Ondas.
Joan Armengol segueix avui en actiu com assessor de comunicació en entitats oficials i a través de Ràdio Estel, amb el programa d'entrevistes "Amb llum pròpia".
Casat l'any 1966 amb Maria Teresa Casas, a qui va conèixer a Ràdio Barcelona, ha estat pare de Thaïs (1968), Senén (1971) i Efrèn, que va morir albat.

## Premis i distincions
Ha estat distingit amb els Premis Ondas (1968), Premio Nacional de Radio del Ministerio de Información y Turismo, Premi Ciutat de Barcelona, Oscar de la comunicación i la Medalla de la Ciutat al Mèrit Cultural d'Igualada.
El juliol de 2004 va ser distingit amb el premi Antena de Oro 2003 per la seva trajectòria professional.
El 28 de novembre de 2008 va rebre el Micròfon d'or per la seva dilatada promoció de l'esport, en el transcurs de la 26a. "Nit del dirigent de l'esport", celebrada a l'Hotel Avenida Palace de Barcelona. El guardó li fou lliurat per part de Pere Sust, president de l'Associació catalana de dirigents de l'Esport.
El 2011 va rebre la menció d'honor en els XI Premis de Ràdio Associació de Catalunya.